# Římskokatolická farnost Velké Meziříčí
Římskokatolická farnost Velké Meziříčí je územním společenstvím římských katolíků v rámci velkomeziříčského děkanství brněnské diecéze.

## Historie
Nejstarší písemná zmínka o velkomeziříčském farním kostele je z roku 1317, a téhož roku je zde uváděn kněz jménem Sobek, zmiňovaný též jako probošt na Zderaze. Katolická duchovní správa se ve městě udržela až do roku 1523. Od tohoto roku byli na faru uváděni utrakvističtí duchovní. Utrakvisty v roce 1580 vystřídali luteránští kazatelé. Katolickými duchovními byli pouze kaplani na velkomeziříčském zámku. Katolická duchovní správa ve městě byla obnovena v roce 1621. Od té doby až do roku 2016 se ve Velkém Meziříčí vystřídalo celkem 39 farářů a spolu s nimi mnoho kaplanů.

### Přehled duchovních správců od obnovení katolické duchovní správy v roce 1621
1. 1621-1622 Ondřej Orlík
2. 1622-1623 Václav Humpolecký z Rybenska
3. 1623-1624 P. Otislav z Kopenic
4. 1624-1643 P. Jiří Pyrus
5. 1643-1647 P. Petr Rummer
6. 1647-1655 P. Ondřej Dürre
7. 1655-1656 P. Jan Petr Patricius
8. 1656-1657 P. Jakub Vavřík
9. 1657-1659 P. Karel Ignác Alberti
10. 1659-1661 P. Vavřinec Rundavský
11. 1662-1663 P. Matěj Pavlovský
12. 1663-1665 P. Jiří Leopold Vidous
13. 1665-1666 P. Petr Pařenich
14. 1666-1668 P. Jakub Zottinis
15. 1668-1671 P. Augustin Geller
16. 1671-1677 P. Valentin Donetius
17. 1677-1691 P. Jan Jindřich Švábenský ze Švábenic
18. 1691-1694 P. Jindřich Pavel Polach
19. 1695-1708 P. Martin Ignác Michalík
20. 1709-1732 P. Ondřej Gundakar
21. 1732-1748 P. Eliáš Libor Rohlík
22. 1748-1763 P. Josef Vařecha
23. 1763-1772 P. František Ignác Schmidt
24. 1772-1808 P. Josef Karel Pahnost
25. 1808-1824 P. Jakub Příhoda (předtím farář v Netíně)
26. 1824-1855 P. František Heller
27. 1855-1863 P. Jan Hausmann
28. 1863-1877 P. Jan Czeppl
29. 1878-1899 P. Jan Klippl
30. 1899 P. Antonín Brabenec
31. 1899-1922 P. Karel Pernica
32. 1922-1924 P. ThDr. Alois Dvořák
33. 1925-1939 P. Josef Skácel
34. 1939-1958 P. Bohumil Burian
35. 1958-1979 P. Alois Ambroz
36. 1979-1990 P. Ladislav Černý
37. 1990-2008 P. Jan Peňáz
38. 2008 - 2015 P. Lukasz Szendzielorz
39. 2015 - 2022 P. Mgr. Pavel Šenkyřík
40. 2022 - dosud P. Mgr. Jiří Kaňa[1]

### Kněží – rodáci z farnosti
- P. JCDr. Karel Eichler (* 1845), znám též jako hudebník a spisovatel
- Doc. ThDr. Josef Bradáč (* 1920), rektor AKS v Olomouci
- P. PhDr. Mgr. Jaroslav Mrňa, kněz pražské arcidiecéze, vysvěcen 22. 6. 2019

### Poutě z Velkého Meziříčí do Netína
Pěší putování z Velkého Meziříčí do Netína se datují od roku 1714, kdy řádil ve Velkém Meziříčí mor. Obyvatelé šli prosit Pannu Marii do Netína, aby se za ně přimluvila a aby epidemie ustala. Prosba byla vyslyšena, a od té doby putují velkomeziříčtí do Netína každý rok děkovat.

## Bohoslužby
| Kostel                        | Místo                        | Bohoslužba                                       | Bohoslužba                                                                  | Poznámka         |
| ----------------------------- | ---------------------------- | ------------------------------------------------ | --------------------------------------------------------------------------- | ---------------- |
| Kostel sv. Mikuláše           | Velké Meziříčí               | neděle pondělí úterý středa čtvrtek pátek sobota | 7,30 9,00 10,30 18,00 7,00 7,00 16,30 7,00 7,00 18,00 8,00 17,00 7,00 18,00 | farní kostel     |
| Kostel sv. Kříže (Špitálek)   | Velké Meziříčí               | 1. sobota v měsíci                               | 18,00 (byzantský ritus)                                                     | filiální kostel  |
| Kostel Nejsvětější Trojice    | Velké Meziříčí ("na Moráni") | nepravidelně                                     | nepravidelně                                                                | hřbitovní kostel |
| Kostel sv. Marka              | Mostiště                     | nepravidelně                                     | nepravidelně                                                                | filiální kostel  |
| Nemocnice sv. Zdislavy, kaple | Mostiště                     | pondělí                                          | 14,30                                                                       | nemocniční kaple |
| Kaple sv. Václava a Izidora   | Hrbov                        | 1x měsíčně                                       | 1x měsíčně                                                                  | kaple            |
| Kaple Božího Milosrdenství    | Oslavice                     | středa 1x za 14 dní                              | 18,00                                                                       | kaple            |
| Kostel sv. Zdislavy           | Lavičky                      | 1x měsíčně                                       | 1x měsíčně                                                                  | filiální kostel  |

## Zajímavosti
- podle legendy ve Velkém Meziříčí jednou nocovali svatí Cyril a Metoděj
- koncem 17. století zde působil Mikuláš Sarkander, bratr sv. Jana Sarkandera (Jan Sarkander ve Velkém Meziříčí jistý čas pobýval)
- na ochozu kostelní věže chodívají před Velikonocemi ráno, v poledne a večer hrkači, kteří nahrazují vyzvánění zvonů, které "odletěly do Říma" a zpívají píseň o umučení Krista

## Primice
Ve farnosti slavili primiční mši svatou tito novokněží:
- 1948 R.D. Jiří Bílek (Velké Meziříčí)
- 1948 R.D. Alois Michal (Martinice)
- 1950 R.D. Miroslav Ambrož (Velké Meziříčí)
- 1994 R.D. Jiří Bradáč (Velké Meziříčí)
- 1999 P. Serafim Jan Smejkal, O.Carm. (Velké Meziříčí)
- 30. června 2013 R. D. Pavel Kuchyňa (Velké Meziříčí)[2]
- 30. června 2014 R. D. Michal Seknička (Lavičky)[3]
- 29. června 2019 R.D. PhDr. Mgr. Jaroslav Mrňa (Velké Meziříčí)